# Türkischer Rossharnisch
Ein Türkischer Rossharnisch ist eine Schutzwaffe aus dem Osmanischen Reich.

## Beschreibung
Ein Türkischer Rossharnisch besteht aus Leder und Stahl. Diese Rüstung ist zum größten Teil eine Lamellenpanzerung, an den Seiten des Pferdes horizontal und am Hals und Rücken vertikal. Die untereinander angebrachten Platten sind überlappend und in Streifen zusammengefügt. Die einzelnen Platten sind mit Stahlringen untereinander verbunden, und zwar so, dass zwischen den Platten ein Kettenpanzer vorhanden ist. Am Hals des Pferdes ist die Crinet (Halspanzerung)  ebenfalls überlappend, jedoch mit weniger Verwendung von Kettenpanzerung. Die Rossstirn besteht aus drei einzelnen Platten, die ebenfalls mit Kettengliedern verbunden sind, sowie den beiden Ohrenstücken, die an die Platten angenietet sind. Der Rosspanzer gleicht der Rüstung der Reiter und ist im Aufbau ähnlich der Krug-Rüstung oder anderer türkischer Ketten-, Platten- oder Lamellenrüstungen. Der Panzer reicht bis etwa zu den Kniegelenken des Pferdes. Er sollte die Pferde bei Kampfhandlungen vor Schwerthieben und Lanzenstichen schützen.